# Musée des Samoa
Le Musée des Samoa est un musée situé à Apia, aux Samoa.

## Bâtiment
Le musée, installé dans un bâtiment colonial qui était autrefois une école allemande, propose des collections d'objets relatives aux coutumes et à la culture des Samoa et des îles du Pacifique.